# رضا بن مصباح
رضا بن مصباح واسمه الكامل محمد رضا بن مصباح، ولد في 8 أبريل 1954 في منزل الحياة، هو سياسي تونسي.

## السيرة الذاتية
رضا بن مصباح متحصل على شهادة في الهندسة المدنية من المدرسة الوطنية العليا للمناجم في باريس في 1979، وعلى شهادة في تحليل المشاريع الصناعية من معهد التنمية الاقتصادية التابع للبنك الدولي في 1981.

بدأ مساره المهني في 1979 كمحلل مشاريع صناعية في بنك التنمية الصناعية بتونس. في 1984، غادر هذه المهمة وانتقل لشركة فسفاط قفصة كمنسق مشاريع المساعدة الفنية وإعادة الهيكلة الصناعية. بين 1992 و1998، عاد لبنك التنمية الصناعية بتونس ليصبح المدير المركزي للمعلوماتية والتنظيم.

في 1998، أصبح مكلف بمهمة في ديوان وزير الصناعة المنصف بن عبد الله حتى 2000، حيث عين في نفس السنة مدير عام الاستراتيجيات الصناعية في وزارة الصناعة والطاقة حتى 2001، أين أصبح المدير العام لمكتب التطوير في نفس الإدارة حتى 2004.

في 10 نوفمبر 2004، عين ككاتب دولة لدى وزير الصناعة والطاقة والمؤسسات الصغرى والمتوسطة مكلف بالطاقة المتجددة والصناعات الغذائية في حكومة محمد الغنوشي الأولى، وذلك حتى 25 يناير 2007 أين أصبح كاتب دولة لدى وزير التعليم العالي والبحث العلمي مكلف بالبحث العلمي والتكنولوجيا في نفس الحكومة حتى 9 يونيو 2008، حيث غادر الحكومة ليصبح رئيس مدير عام شركة فسفاط قفصة والمجمع الكيميائي التونسي.

عاد لحكومة محمد الغنوشي في 10 يونيو 2009 ليصبح وزيرا للتجارة والصناعات التقليدية، وبقي في هذا المنصب حتى 29 ديسمبر 2010.

عين في 8 مارس 2011 كرئيس مدير عام الشركة التونسية للكهرباء والغاز حتى 17 يناير 2013.

عين في 4 أكتوبر 2018 في منصب سفير تونس في بلجيكا ومعتمد لدى لوكسمبورغ والاتحاد الأوروبي.

## التشريفات
- الصنف الثالث من وسام الجمهورية (تونس).[2]

## الحياة الخاصة
رضا التويتي متزوج وأب لثلاثة أطفال.